# Petäinen (sjö i Juga, Norra Karelen)
Petäinen är en sjö i kommunen Juga i landskapet Norra Karelen i Finland. Sjön ligger 187,8 meter över havet. Arean är 97 hektar och strandlinjen är 9,57 kilometer lång. Sjön  ingår i Vuoksens huvudavrinningsområde.   Den ligger omkring 87 kilometer nordväst om Joensuu och omkring 400 kilometer nordöst om Helsingfors. 
I sjön finns ön Isosaari. 